# 春日丘団地
春日丘団地（かすがおかだんち）は、大阪府藤井寺市と羽曳野市に立地する日本住宅公団の造成した公団住宅である。

## 概要
1960年（昭和35年）竣工。敷地内には、遊戯器具が複数用意された公園が3か所と集会所が設置された。当団地の造成前、この地には小中学生の理科用教材と野外学習を受け持つ藤井寺教材園という植物園や、相撲場、運動場、テニスコートなどがあり、豊富な自然環境があった。そのため、敷地内の植物の種類が非常に多く、特に集会所周辺には樹齢が400年を越えるコナラやアカマツの大木も多く、敷地の植栽に取り込まれた。また遊歩道や観客席といった、以前の施設の名残が多数残されていた。
2005年（平成17年）より、住棟の老朽化を理由に「サンヴァリエ春日丘」への建て替え工事が行われている。その際、団地内にあった多くの植物が伐採され、地形も平坦に改造されたため、今では春日丘団地の頃の面影を残すものが少なくなっているが、スターハウスのうちの1棟を保存決定したり、集会所周辺の大木がいくつか残されることとなった。また、以前の樹木を再利用したベンチセットや、羽子板の羽根の球の部分の材料になる珍しい木などが保存されている。なお、サンヴァリエ春日丘への入居は、2008年3月から開始されている。

## スターハウスの保存
スターハウスの内の1棟が、給水設備を兼ねたモニュメントとして保存された。

## 基本データ（建て替え前）
- 竣工 - 1960年（昭和35年）
- 構成 - 26棟から構成、全737戸
- 所在 - 大阪府藤井寺市春日丘公団（現・春日丘新町）、羽曳野市高鷲

## 住棟構成
- 中層フラット棟 - 23棟（北廊下型 - 4、5階建て、南廊下型 - 5階建て、片廊下型 - 5階建て）
- スターハウス - 3棟（5階建て）
- また、中層フラット棟の内訳は、1DKが170戸、2Kが250戸、2DKが245戸、3Kが27戸となっている
- スターハウスはすべて3Kで45戸となっている

## 近隣施設
- 藤井寺球場 - 大阪近鉄バファローズの消滅により2006年に解体され現存しない。跡地は四天王寺小学校とマンションになっている。
- 大阪女子短期大学（2018年3月をもって廃学。附属であった大阪女子短期大学高等学校（現・大阪緑涼高等学校）は同位置に現存。）

## 交通
- 藤井寺駅（近鉄南大阪線）より同駅からは徒歩5分程度。
- 大阪緑涼高校前（近鉄バス）- 2018年3月17日、ダイヤ改正とともに「大阪女子短大前」より名称変更。